# Wahl zum 18. Landtag des Saarlandes

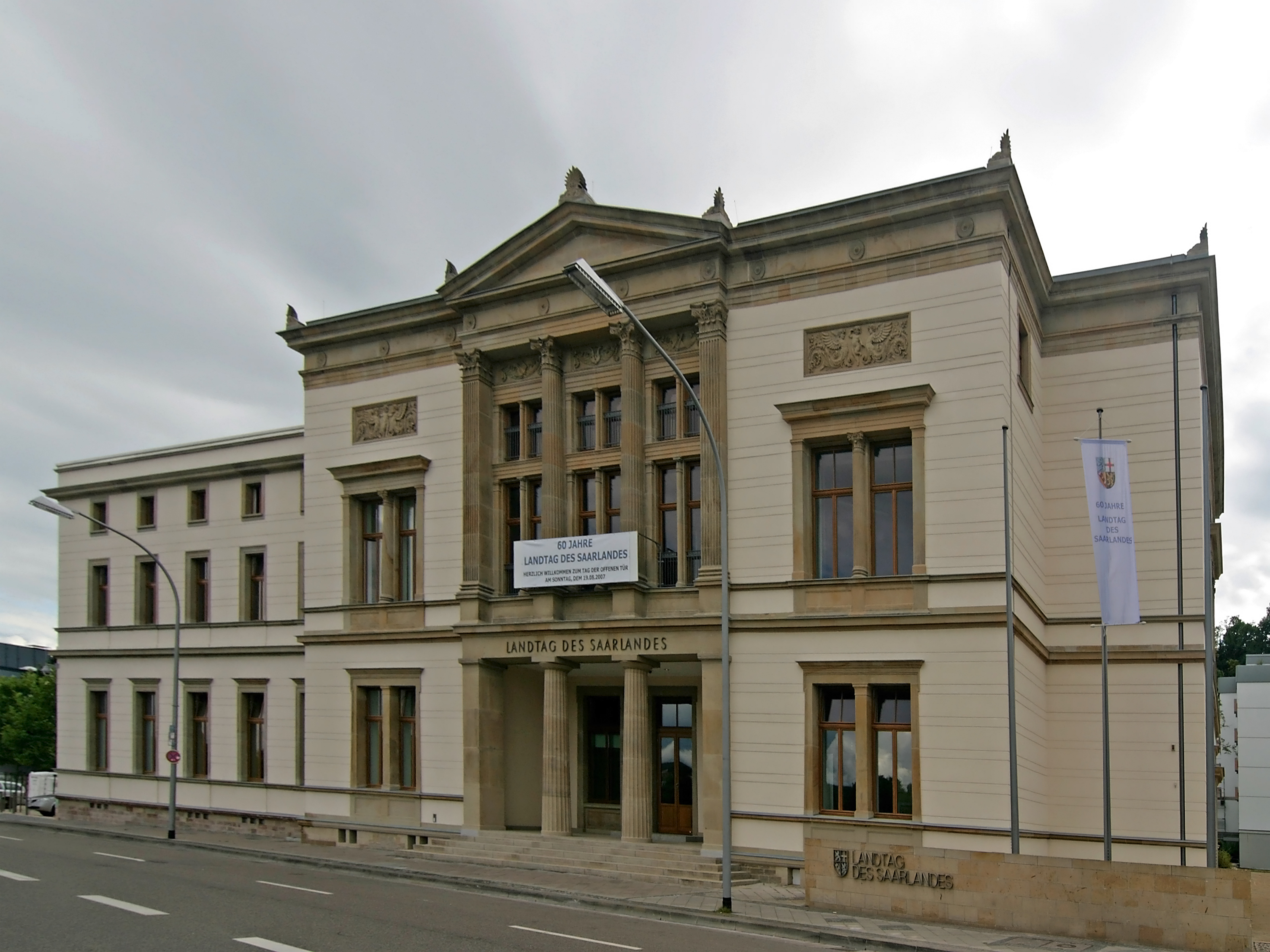
Landtag in Saarbrücken

Die Wahl zum 18. Landtag des Saarlandes findet bei regulärem Ablauf der Wahlperiode voraussichtlich im Frühjahr 2027 statt.

## Organisation

Landtagswahlkreise

### Wahltermin
Artikel 67 der Verfassung des Saarlandes legt fest, dass eine reguläre Neuwahl frühestens 57 und spätestens 60 Monate nach Beginn der Wahlperiode stattfindet. Der 17. Landtag des Saarlandes konstituierte sich am 25. April 2022. Somit kommen für eine reguläre Neuwahl alle Sonn- und Feiertage zwischen dem 31. Januar 2027 und dem 25. April 2027 infrage.

### Wahlrecht
Im Saarland werden die Abgeordneten in allgemeiner, gleicher, unmittelbarer, geheimer und freier Wahl für fünf Jahre nach den Grundsätzen einer Verhältniswahl gewählt.
Wahlberechtigt sind alle Deutschen, die am Wahltag das achtzehnte Lebensjahr vollendet haben, seit mindestens drei Monaten im Saarland eine Wohnung innehaben oder sich sonst gewöhnlich dort aufhalten und nicht vom Wahlrecht ausgeschlossen sind.

### Wahlmodus
Jeder Wähler kann nur eine Stimme abgeben. Mit dieser Stimme kann eine Partei oder Wählergruppe gewählt werden, deren Kandidaten von den Parteien und Wählergruppen auf Listenwahlvorschlägen aufgestellt wurden. Diese Listenwahlvorschläge können als Kreiswahlvorschläge für die drei Wahlkreise und als Landeswahlvorschlag für das Saarland aufgestellt werden. Ein Landeswahlvorschlag darf nur zugelassen werden, wenn auch mindestens ein Kreiswahlvorschlag für einen der drei Landeswahlkreise zugelassen wurde.
Für die Sitzverteilung gilt eine Sperrklausel von 5 % der gültigen Stimmen im Land. 41 Sitze werden nach dem d’Hondtschen Höchstzahlverfahren auf die Kreiswahlvorschläge der Parteien und Wählergruppen verteilt. Auf Landesebene werden die 51 Sitze ebenfalls nach dem d’Hondtschen Höchstzahlverfahren proportional auf die Parteien und Wählergruppen verteilt.
Stehen der Partei oder Wählergruppe mehr Sitze zu, als ihren Kreiswahlvorschlägen zugeteilt wurden, erhält sie die restlichen Sitze über ihren Landeswahlvorschlag. Ist kein Landeswahlvorschlag vorhanden, werden die restlichen Sitze stattdessen auf ihre Kreiswahlvorschläge durch fortgesetzte Anwendung des d’Hondtschen Höchstzahlverfahrens verteilt.

## Ausgangslage

### Vorherige Wahl 2022
Die SPD gewann bei der Wahl 2022 deutlich an Stimmen hinzu, wurde mit über 43 Prozent der Stimmen erstmals seit 1999 wieder stärkste Partei und erreichte eine absolute Mehrheit der Sitze im Landtag. Die CDU musste ein historisch niedriges Ergebnis von 28,5 Prozent hinnehmen. Der AfD gelang bei leichten Verlusten als dritte Fraktion der Wiedereinzug in den Landtag.
Die Linke war neben der CDU der klare Verlierer. Die Partei rutschte von knapp 13 auf unter drei Prozent ab und flog klar aus dem Landtag. Grüne und FDP scheiterten mit 4,995 beziehungsweise 4,8 Prozent jeweils sehr knapp am Einzug in den Landtag.
Nach der Wahl wurde erstmals seit 1999 eine SPD-Alleinregierung gebildet, die sich auf 29 der 51 Landtagssitze stützt. Sie löste eine große Koalition von CDU und SPD unter Ministerpräsident Tobias Hans ab. Neue Ministerpräsidentin wurde die bisherige Vize-Regierungschefin, Wirtschaftsministerin und SPD-Spitzenkandidatin Anke Rehlinger. Rehlinger wurde am 25. April 2022 mit 32 von 51 Stimmen durch den Landtag in ihr Amt gewählt und vereidigt.
Sie erhielt damit drei Stimmen mehr als die Anzahl der Mitglieder ihrer eigenen Regierungsfraktion. Somit stimmten mindestens drei Abgeordnete der Opposition für Rehlinger. Anschließend berief sie ihr Kabinett aus vier Männern und zwei Frauen.

### Bisher im Landtag vertretene Parteien
| Fraktion | Fraktion                                    | Sitze |
| -------- | ------------------------------------------- | ----- |
|          | Sozialdemokratische Partei Deutschlands     | 29    |
|          | Christlich Demokratische Union Deutschlands | 19    |
|          | Alternative für Deutschland                 | 3     |

## Parteien und Kandidaten
Wahlvorschläge können bis zu einem noch festzulegenden Datum (voraussichtlich im Winter/Frühjahr 2027) eingereicht werden. Für einen Kreiswahlvorschlag müssen mindestens 300 Unterstützungsunterschriften vorgelegt werden. Parteien, die im Landtag oder im Bundestag vertreten sind, benötigen keine Unterstützungsunterschriften.
Eine Partei oder Wählergruppe ist in einem Wahlkreis nicht wählbar, wenn sie dort keinen zugelassenen Kreiswahlvorschlag hat. Hat eine Partei oder Wählergruppe keinen Landeswahlvorschlag, werden die Sitze auf ihre Kreiswahlvorschläge verteilt.

## Umfragen

### Aktuelle Umfragen
| Institut          | Datum      | SPD    | CDU    | AfD    | Grüne   | FDP   | Linke | BSW   | Sonst. |
| ----------------- | ---------- | ------ | ------ | ------ | ------- | ----- | ----- | ----- | ------ |
| Infratest dimap   | 02.04.2025 | 30 %   | 27 %   | 17 %   | 6 %     | 3 %   | 8 %   | 4 %   | 5 %    |
| Bundestagswahl    | 23.02.2025 | 21,9 % | 26,9 % | 21,6 % | 7,2 %   | 4,3 % | 7,3 % | 6,2 % | 4,6 %  |
| Infratest dimap   | 26.09.2024 | 29 %   | 31 %   | 14 %   | 5 %     | —     | —     | 10 %  | 11 %   |
| Europawahl        | 09.06.2024 | 20,5 % | 29,3 % | 15,7 % | 6,6 %   | 4,7 % | 2,0 % | 7,9 % | 13,3 % |
| Infratest dimap   | 23.03.2023 | 38 %   | 28 %   | 10 %   | 8 %     | 5 %   | 3 %   | —     | 8 %    |
| Landtagswahl 2022 | 27.03.2022 | 43,5 % | 28,5 % | 5,7 %  | 4,995 % | 4,8 % | 2,6 % | —     | 9,9 %  |

### Direktwahl Ministerpräsident
| Institut        | Datum      | Anke Rehlinger (SPD) | Stephan Toscani (CDU) | Carsten Becker (AfD) |
| --------------- | ---------- | -------------------- | --------------------- | -------------------- |
| Infratest dimap | 02.04.2025 | 54 %                 | 23 %                  | —                    |
| Infratest dimap | 26.09.2024 | 49 %                 | 19 %                  | 5 %                  |